# Гондия
Го́ндия (англ. Gondia, маратхи गोंदिया) — город в индийском штате Махараштра. Административный центр округа Гондия.

## География и климат
Расположен примерно в 150 км к северо-востоку от Нагпура и в 172 км к западу от Райпура. Средняя высота города — 304 метра над уровнем моря.
Для климата города характерны довольно жаркое лето и прохладная зима. Самый жаркий месяц — май, его средний максимум составляет 42,1 °C. Наиболее прохладный месяц — декабрь, со средним минимумом 12,9 °C. Годовая норма осадков — около 1580 мм. Сезон дождей продолжается с июня по сентябрь.

## Население
По данным переписи 2011 года население города составляет 132 889 человек.
По данным всеиндийской переписи 2001 года, в городе проживало 120 878 человек, из которых мужчины составляли 51 %, женщины — соответственно 49 %. 12 % населения составляли лица в возрасте младше 6 лет.

## Экономика
Гондия является крупным центром рисовой и табачной промышленности.